# Districtul Bou Hanifia
Bou Hanifia este un district din provincia Mascara, Algeria.